# بقة خضراء
البقة الخضراء أو البقة النتنة الخضراء الجنوبية (الاسم العلمي:Nezara viridula) هي نوع من الحشرات يتبع جنس النيزارا من الفصيلة خماسية الفصلات. تنتشر بشكل واسع في معظم بقاع الأرض ولكنها تفضل المناطق المعتدلة والحارة وتحت الحارة، طول الحشرة 1 - 2 سم وعرضها 0.6 - 1 سم، لها درع على شكل الجسم منسحب للأمام، ومن خضراء زاهية مع بعض البقع السوداء أحياناً التي تشبه الثقوب. تكتسب في شهر نوفمبر هذه الحشرة اللون الغامق مع دخول موسم الشتاء لتقضي فترة الشتاء في سبات في الشقوق وفي تجاويف النباتات لتتلون باللون البرونزي الداكن عند نهاية هذا الفصل لتنشط في آخر شهر مارس، تضع بيضاً في السطح السفلي لأوراق الأشجار على شكل كتل يصل عددها من 15 - 25 بيضة ذو لونه اصفر باهت يتحول إلى برتقالي قبيل الفقس، تخرج الحوريات وتنسلخ خمس انسلاخات قبل تحولها إلى حشرة كاملة. وعلى الرغم في تشابه أجناسها ظاهرياً، لكن تميل الإناث إلى ان تكون أكبر من الذكور مثل كل الحشرات نصفيات الجناح، تملك أجزاء فم ماصة لامتصاص عصارة النباتات، وهذا النوع ينتمي إلى تحت رتبة تعرف بـ«البق الحقيقي»، أو ما يعرف بـ«متغايرات الأجنحة» ذات الأجنحة الغشائية، المحاطة بغشاء ذو نهاية متصلِّبة يظهر اثناء فترة راحة الحشرة. لها رائحة مميزة جداً تطرحها حين تحس بالخطر لابعاد الضرر عنها وهي تتغذى كذلك على بعض الحشرات مثل "المن".